# Camissoniopsis ignota
Camissoniopsis ignota är en dunörtsväxtart som först beskrevs av Jeps., och fick sitt nu gällande namn av Warren Lambert Wagner och Hoch. Camissoniopsis ignota ingår i släktet Camissoniopsis och familjen dunörtsväxter. Inga underarter finns listade i Catalogue of Life.